# Lita Cabellut
Lita Cabellut (Sariñena, Huesca, 1961) es una artista multidisciplinar española que trabaja con óleo sobre lienzo, dibujos en papel, escultura, fotografía, poesía, poemas visuales y vídeos. De origen humilde, fue criada en Barcelona y desde los 19 años vive en La Haya. Reconocida por su pintura, trabaja con lienzos de gran formato utilizando una característica variación contemporánea de la técnica del fresco.

## Inicios e influencias
Cabellut nació en Sariñena, un pequeño pueblo de Huesca. Allí vivió hasta que se mudaron a Barcelona, donde Cabellut vivió en casa de su abuela Rosa. Fue a la escuela aunque tenía problemas de dislexia. Mendigó en la calle. La Rambla, el mercado de la Boquería, Port Vell y la Plaza Real, especialmente concurrida por los turistas que lanzaban monedas a la fuente, eran su espacio habitual. A los 10 años su abuela murió y fue internada en un orfanato donde una familia catalana pudiente la adoptó a los 13 años.
Descubrió su vocación con la pintura en una de sus visitas al Museo del Prado con la obra de Goya, Velázquez, Ribera y Rembrandt.  En el garaje de la casa pudo montar un pequeño estudio en el empezó a desarrollar su vocación.  Su primera exposición fue en el Ayuntamiento del Masnou, en 1978. En 1982, a los 19 años, Cabellut se mudó a Ámsterdam donde estudió becada en la academia de arte Gerrit Rietveld hasta el año 1984.
Durante estos años su trabajo se vio influido por los grandes maestros holandeses y la artista desarrolló algunas de las técnicas que se han convertido en su seña de identidad.

## Trabajo artístico

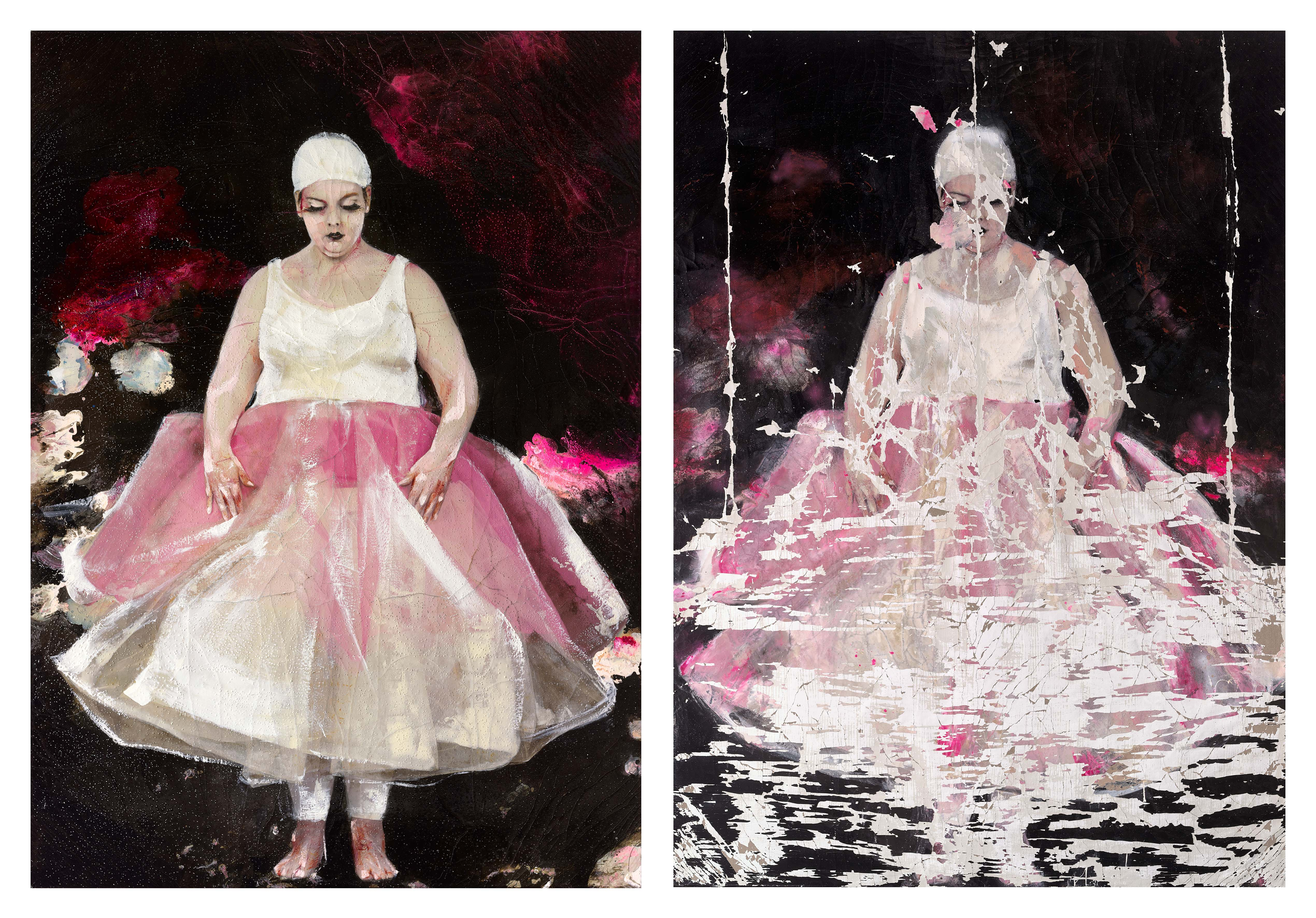
Miquiztli, from the series A Chronicle of the Infinite, 2018

Cabellut pinta retratos fotorrealistas, considerados como una variante del hiperrealismo. En sus cuadros monumentales emplea de una manera revisada la pintura “al fresco” con influencias de autores tan diferentes como Rembrandt, Francis Bacon, Jackson Pollock o Antoni Tàpies y que deliberadamente rompen la belleza de sus modelos imprimiendo la realidad del paso del tiempo.
Refleja la violencia hacia las mujeres, la sordidez, la crueldad, representada con precisión, con textura o por la intimidación que supone la aceptación de un falso concepto de belleza basado en el glamur como su valor más alto. 
"El color negro enfatiza la relación entre el estigma y su visión de la belleza; sus obras tiene el volumen de un relieve telúrico, la cartografía de un caos que conforma con naturalidad el atlas, terreno y celeste, de la mirada o el cuerpo. La piel es pieza clave en las obras de Cabellut: órgano externo que revela las experiencias, que muestra las cicatrices del dolor, las marcas del paso del tiempo. En definitiva, la fuerza, el carácter y la angustia consustancial a la existencia del ser humano", señala sobre su obra el escritor y crítico Heberto de Sysmo.

### Técnicas artísticas

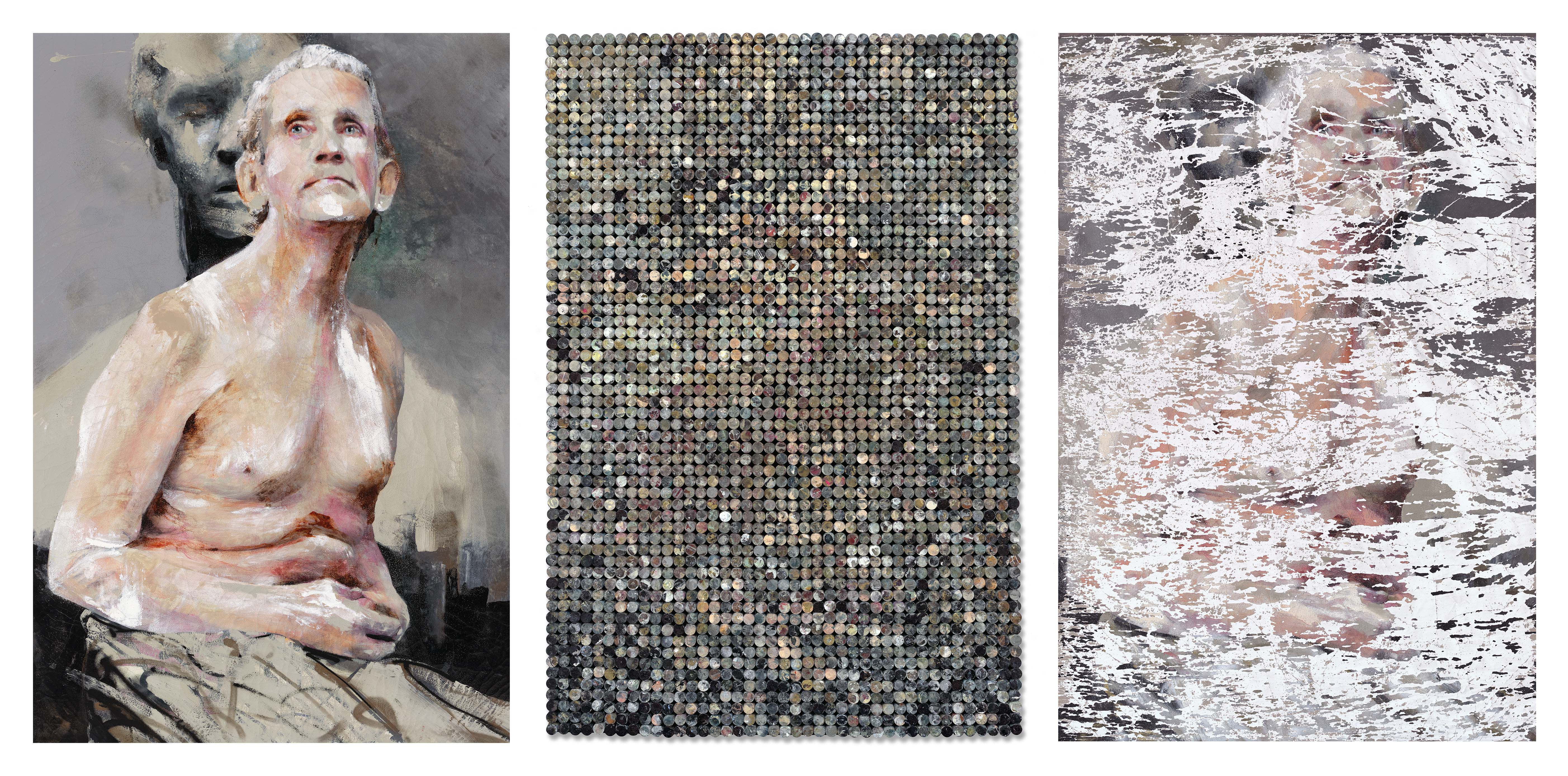
Kumbha, from the series A Chronicle of the Infinite, 2018

Cabellut se ha hecho experta en una técnica innovadora que por medio de un craquelado estratégicamente incorporado hace aumentar el impacto visual de cada una de sus obras.
Trabajando en lienzos de gran formato, Lita Cabellut ha desarrollado una variación contemporánea de la técnica del fresco y una paleta de colores reconocible que surge de su obsesión por darles piel a sus personajes. Sin embargo, más allá de sus trabajos y técnicas más reconocidas, es una artista multidisciplinar.

### Estilo
Los trazos desgarrados de sus pinceladas recuerdan especialmente a Lucien Freud y Francis Bacon- dos de sus pintores favoritos y fuente de inspiración-. La propia autora describe, en una entrevista realizada para RTVE, la relación del trabajo de estos artistas con su obra: "con esas pinceladas neuróticas Freud es un maestro en describir la crueldad", y afirma también que representa el "lado más olvidado de la sociedad", con el que "empatiza especialmente".
Tiene una gran capacidad de transformar estéticamente la apariencia humana a través del uso de los pigmentos. Se podría afirmar que su pintura hace referencia al expresionismo. Sus expresiones van desde una delicadeza poética a una dureza incuestionable.

### Colecciones
El trabajo artístico de Lita Cabellut se agrupa conceptualmente en colecciones o series de pinturas. La colección Frida, The Black Pearl (2010) rinde tributo a la artista mexicana Frida Kahlo. En esta serie Lita Cabellut no sólo representa la vida de Kahlo, también incluye muchas de sus propias experiencias.  Esta serie inspiró a Cabellut para crear Coco, The Testimony of Black and White (2011), una serie compuesta por 35 retratos de gran formato sobre una de las figuras más influyentes en el mundo de la moda. Con la serie A Portrait of Human Knowledge (2012), la artista continúa el trabajo realizado en anteriores colecciones y retrata a algunos de los iconos de conocimiento más influyentes de los últimos 150 años como Stravinsky, Nureyev, Marie Curie, Billy Holiday, Federico García Lorca, Rudolf Steiner o Sigmund Freud.
The Trilogy of the Doubt (2013) es una colección compuesta por trípticos de temas sociales que hablan sobre el poder, la injusticia y la ignorancia. La colección de retratos Dried Tear (2013) expresa la fascinación y admiración de Lita Cabellut por la cultura asiática, mientras que la serie The Black Tulip (2014) está inspirada en uno de los símbolos nacionales más famosos de los Países Bajos.

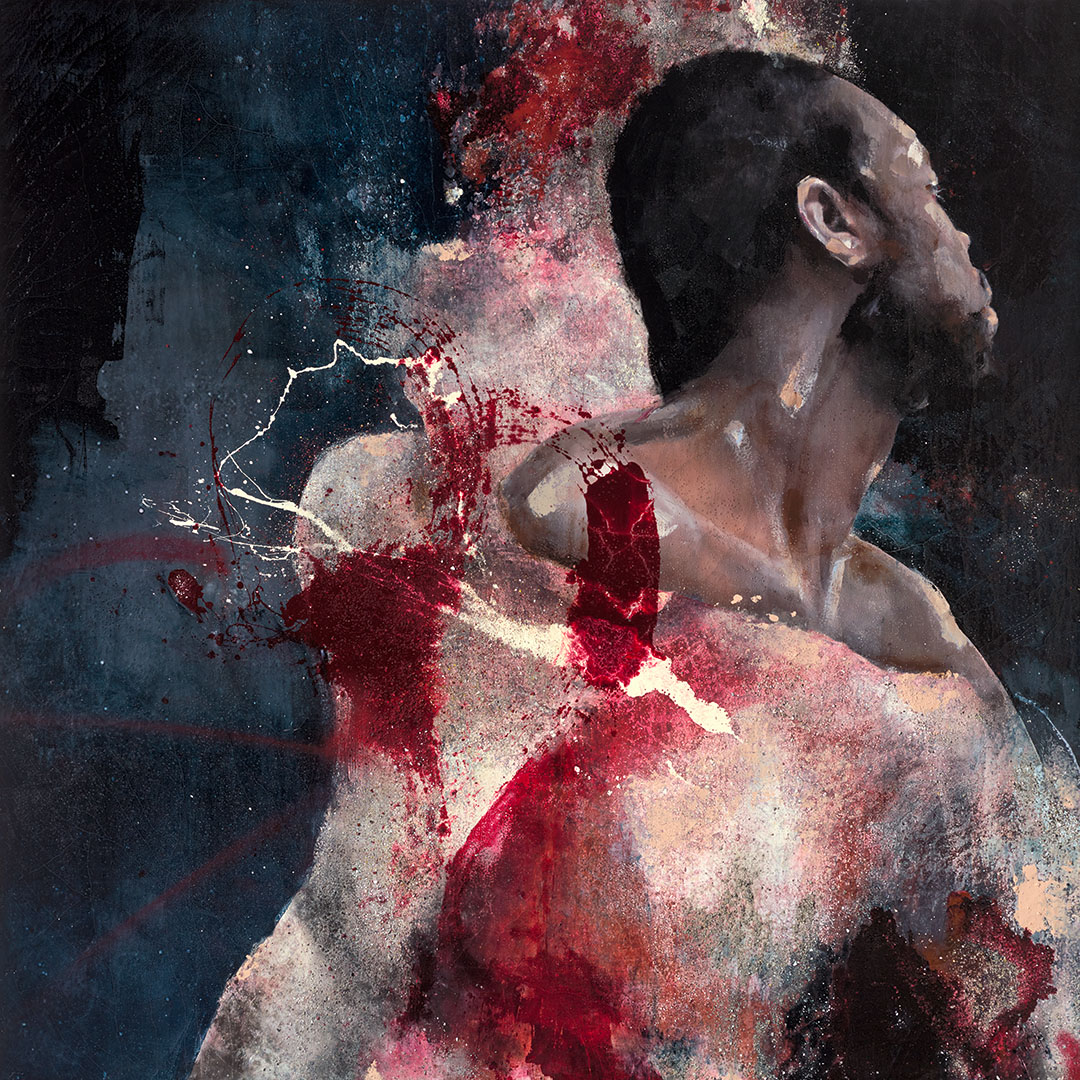
Antares, from the series A Chronicle of the Infinite, 2018

Para su colección Blind Mirror (2015) Cabellut explora temas como la cultura y la religión, centrándose en algunas de las religiones más influyentes en la historia de la humanidad.

## Compromiso social
Mantiene con sus ingresos la fundación “Arnive” de ayuda a infancia con necesidades. 

## Exposiciones
Expuso por primera vez en el Ayuntamiento de Masnou en Barcelona en 1978. Desde entonces, su obra ha sido expuesta en ciudades de todo el mundo como La Haya, Nueva York, Dubái, Miami, Singapur, Hong Kong, Londres, París, Venecia, Mónaco y Seúl.
Algunas otras exposiciones reseñables incluyen Trilogy of the Doubt (2013) en la Fundación Vila Casas en Barcelona y el museo NoordBrabants en Den Bosh, Países Bajos; Here to Stay (2014) en Centro de Arte de Seúl; Black Tulip (2014) en el State Visit Okura Hotel en Tokio, Japón; y Blind Mirror (2015) en el Museo Halsingland en Hudiksvall, Suecia.
En el 2017 tuvo dos exposiciones en España; Retrospective en la Fundación Vila Casas en Barcelona,  y Testimonio en el MAC Gas Natural Fenosa, La Coruña.
En 2019 la exposición La victoria del silencio en el Museo Goya de Zaragoza mostró 40 obras de Lita Cabellut que se exponían por primera vez en el país.

## Premios y reconocimientos
En abril de 2011 Lita Cabellut recibió el Premio de Cultura Gitana de Pintura y Artes Plásticas del Instituto de Cultura Gitana en reconocimiento al trabajo realizado en beneficio de la cultura gitana en el mundo.
En 2015 la revista especializada Artprice incluyó a la artista en el puesto 333 de su ‘top 500’ de las y los artistas contemporáneos más cotizados.
En el 2017 ganó el IX Premio Time Out Barcelona por su "contribución a la proyección de la ciudad" con su exposición Retrospective en la Fundación Vila Casas en Barcelona.
En 2018 recibió el premio ‘Fuera de serie’ de las Artes.
En el 2020 fue nombrada 'Artista del año 2021' en los Países Bajos.

## Referencias

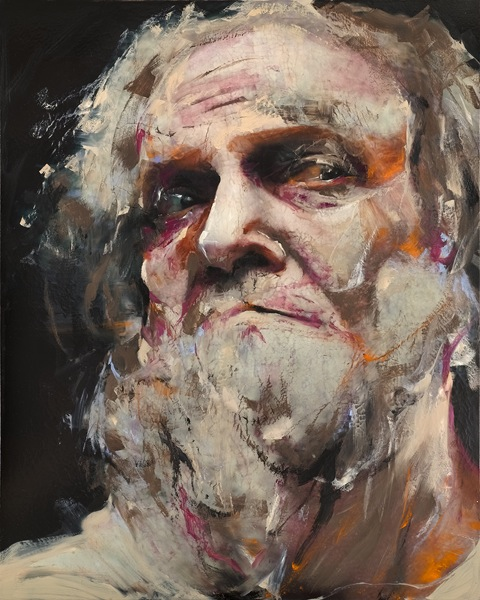
Don Quijote